# جیمی بورثویک
جیمی بورثویک (انگلیسی: Jamie Borthwick؛ زادهٔ ۲۳ ژوئن ۱۹۹۴) بازیگر اهل بریتانیا است. وی از سال ۲۰۰۵ میلادی تاکنون مشغول فعالیت بوده است.